# Coniocompsa spectabilis
Coniocompsa spectabilis är en insektsart som beskrevs av Liu et al. 2003. Coniocompsa spectabilis ingår i släktet Coniocompsa och familjen vaxsländor. Inga underarter finns listade i Catalogue of Life.